# Frankie Gavin
Frankie Gavin (Corrandulla, 1956) è un violinista e flautista irlandese.

## Biografia
Negli anni settanta è stato tra i membri fondatori del gruppo di musica folk e celtica De Dannan.
A soli 15 anni, vinse sia i campionati di fiddle (violino) che quelli di tin whistle (flauto irlandese). È celebre per la sua rapidità di esecuzione e per il suo virtuosismo tipico della scuola di Galway. Oltre che nei De Dannan, Gavin è molto attivo nelle collaborazioni con diversi importanti musicisti della scena folk e rock internazionale.